# 松浦健郎

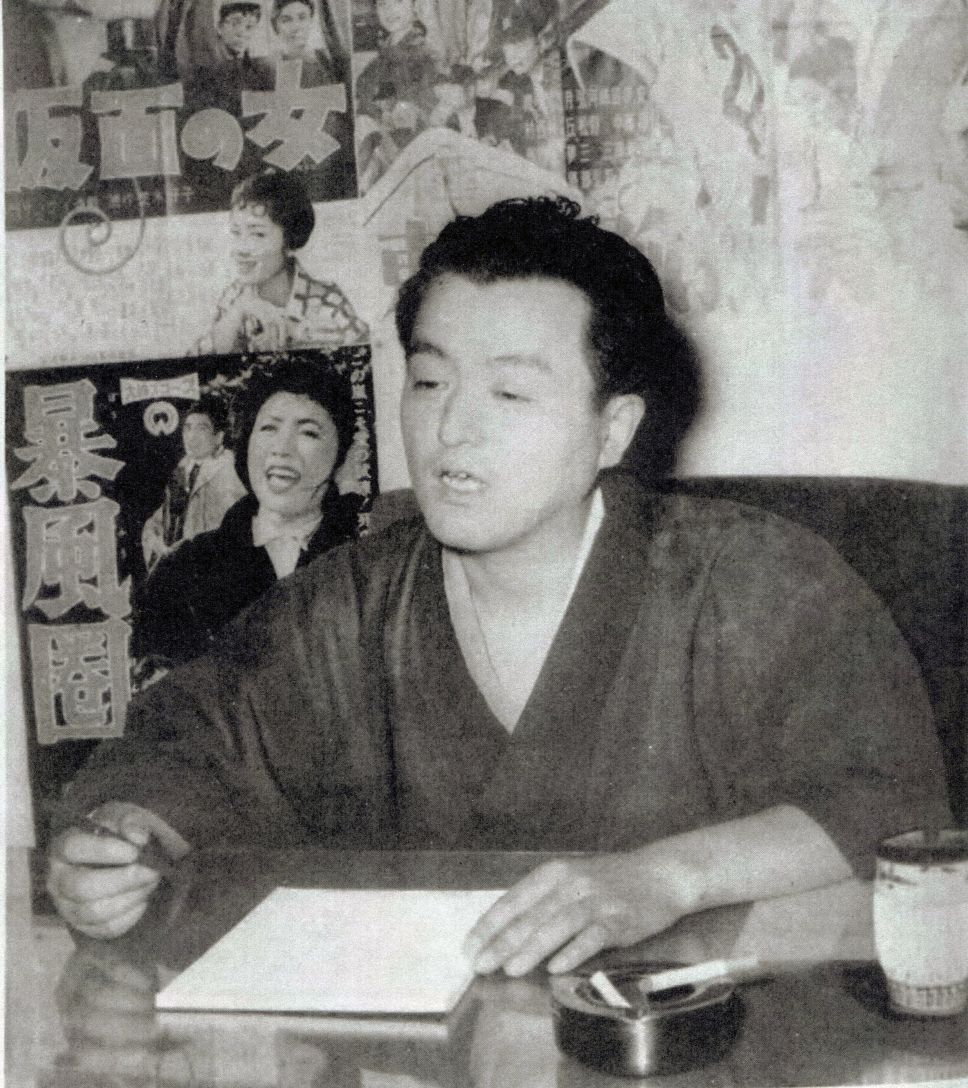
シナリオ作家協会『シナリオ』第15巻第10号（1959）より

松浦 健郎（まつうら たけお／けんろう、1920年9月29日 - 1987年5月7日）は、日本の脚本家、小説家。
埼玉県秩父郡大滝村大血川（現・秩父市）出身。1942年日本大学専門部国文科中退、満州映画協会に入社。1944年東宝に移籍し、黒澤明、山本薩夫らの助監督を務める。1948年脚本家に転向、代表作に「風速40米」（1958年）、「電光石火の男」（1960年）、「青年の椅子」（1962年）など。弟子に雪室俊一、曽田博久がいる。1966年からは小説も書いた。
生涯に映画脚本を約170本、テレビなどの脚本を含めると約340本を手掛けた敏腕だったが、その作業は弟子との共同作業が多く、作成の多くが弟子たちに口述筆記、清書させるものであった。写真の姿は雑誌撮影用に取ったものである。

## 参加した映画
出典：
- エノケン・笠置の極楽夫婦（1949年）
- 魔の黄金（1950年）
- 殺人者の顔（1950年）
- 私は狙われている（1950年）
- 佐々木小次郎（1950年）
- 二十歳前後（1950年）
- 素晴らしき求婚（1950年）
- 夜来香（1951年）
- 続佐々木小次郎（1951年）
- メスを持つ処女（1951年）
- 目下恋愛中（1951年）
- 完結　佐々木小次郎（1951年）
- 極楽六花撰（1951年）
- 浮雲日記（1952年）
- 夢よいづこ（1952年）
- やぐら太鼓（1952年）
- 霧の夜の兇弾（1952年）
- 喧嘩安兵衞（1952年）
- 続三等重役（1952年）
- 弥太郎笠（1952年）
- 次郎長三國志 次郎長賣出す（1952年）
- 一等社員 三等重役兄弟篇（1953年）
- ハワイの夜（1953年）
- 次郎長三国志 次郎長初旅（1953年）
- 親分の青春（1953年）
- 親馬鹿花合戦（1953年）
- 恋人のいる街（1953年）
- 逃亡地帶（1953年）
- 次郎長三国志 第三部 次郎長と石松（1953年）
- 次郎長三国志 第四部 勢揃い清水港（1953年）
- 次郎長一家罷り通る（1953年）
- 夕立勘五郎（1953年）
- 浮気天国（1953年）
- 次郎長三国志 第五部 殴込み甲州路（1953年）
- 一等女房と三等亭主（1953年）
- 次郎長三国志 第六部 旅がらす次郎長一家（1953年）
- 次郎長三国志 第七部 初祝い清水港（1954年）
- 若夫婦は朝寝坊（1954年）
- 今宵誓いぬ（1954年）
- 春色お伝の方 江戸城炎上（1954年）
- 一等マダムと三等旦那（1954年）
- やくざ囃子（1954年）
- 鞍馬天狗 疾風八百八町（1954年）
- 恋愛特急（1954年）
- 新鞍馬天狗 第一話 天狗出現（1954年）
- 和蘭囃子（1954年）
- 仇討珍剣法（1954年）
- 新鞍馬天狗　第二話　東寺の決闘（1954年）
- 照る日くもる日 前篇（1954年）
- 照る日くもる日 後篇（1954年）
- やんちゃ娘行状記（1955年）
- 花嫁立候補（1955年）
- 隠密若衆（1955年）
- 俺も男さ（1955年）
- 長脇差大名（1955年）
- 新鞍馬天狗 夕立の武士（1955年）
- 講道館四天王（1955年）
- 身代り紋三 地獄屋敷（1955年）
- 名月佐太郎笠（1955年）
- 弾痕街（1955年）
- 黒帯三国志（1956年）
- 黒帯有情 花と嵐（1956年）
- 大学の石松（1956年）
- 疾風！鞍馬天狗（1956年）
- 甲武信嶽伝奇 黄金地獄 人肌地獄（1956年）
- 大学の石松 ぐれん隊征伐（1956年）
- 甲武信嶽伝奇 決闘地獄（1956年）
- 大学の石松 太陽族に挑戦す（1956年）
- 妻恋峠（1956年）
- 神変美女桜（1956年）
- 大江戸喧嘩纏（1957年）
- 嵐の中の男（1957年）
- 残月講道館（1957年）
- 大学の石松 女群突破（1957年）
- チンドンやの娘（1957年）
- へそくり親爺（1957年）
- 恐怖の弾痕（1957年）
- 麻薬3号（1958年）
- 春泥尼（1958年）
- 明日は明日の風が吹く（1958年、企画）
- 血の岸壁（1958年）
- 伊那の勘太郎（1958年）
- 運河（1958年）
- 嵐の講道館（1958年）
- 空中サーカス 嵐を呼ぶ猛獣（1958年）
- 風速40米（1958年）
- 酔いどれ幽霊（1958年、原案）
- 未練の波止場（1958年、原案）
- 嵐の中を突っ走れ]（1958年）
- 哀愁の高速道路（1958年、原作）
- らぶれたあ（1959年）
- 無法街の野郎ども（1959年）
- 日本仁侠伝 血祭り喧嘩状 (1959年)
- 仮面の女（1959年）
- だから云ったじゃないの（1959年）
- 東京の孤独（1959年）
- 地獄の底までつき合うぜ（1959年）
- 暴風圏（1959年）
- 浮気の季節（1959年）
- 青春蛮歌（1959年）
- 波止場の無法者（1959年）
- 夜霧の決闘（1959年）
- 「黒い落葉」より 青春を吹き鳴らせ（1959年、原作）
- 口笛が流れる港町（1960年）
- 二発目は地獄行きだぜ（1960年）
- ずべ公天使（1960年）
- 素っ飛び小僧（1960年、原作）
- 殺られてたまるか（1960年）
- 拳銃無頼帖 電光石火の男（1960年）
- 続ずべ公天使 七色の花嫁（1960年）
- 俺は流れ星（1960年、原作）
- 東から来た流れ者（1960年）
- 天下を取る（1960年）
- 喧嘩太郎（1960年）
- 東京の暴れん坊（1960年、原作）
- 疾風小僧（1960年、原作）
- 借りは返すぜ（1960年、原作）
- ある恋の物語（1960年、原作）
- よせよ恋なんて（1960年、原作）
- 竜巻小僧（1960年、原作）
- 鎮花祭（1960年）
- 黄金の掟（1960年）
- 拳銃無頼帖 明日なき男（1960年）
- 小次郎燕返し（1961年）
- 俺が地獄の手品師だ（1961年）
- 薔薇と竜（1961年）
- 紅の拳銃（1961年）
- 恋しぐれ 秩父の夜祭り（1961年、原作）
- でかんしょ風来坊（1961年、原作・脚本）
- 無鉄砲大将（1961年）
- さいころ奉行（1961年）
- アマゾン無宿 世紀の大魔王
- 用心棒稼業（1961年、原作）
- 北上川悲歌（1961年、原作）
- 散弾銃の男（1961年）
- 金も命もいらないぜ（1961年、原作・脚本）
- 高原児（1961年、原作・脚本）
- ヒマラヤ無宿 心臓破りの野郎ども（1961年、原作・脚本）
- 復讐は俺らの歌（1961年、原作）
- 嵐を突っ切るジェット機（1961年、原作）
- 強くなる男（1961年）
- 地獄の底をぶち破れ（1961年）
- 夢がいっぱい暴れん坊（1962年、原作）
- 青年の椅子（1962年）
- 熱砂の月（1962年）
- 地獄の裁きは俺がする（1962年、原作・脚本）
- 拳銃は淋しい男の歌さ（1962年）
- 風神雷神（1962年）
- 裏切者は地獄だぜ（1962年、原作・脚本）
- やくざの勲章（1962年）
- 柔道一代（1963年）
- 銀座の次郎長（1963年、原作・脚本）
- 浅草の侠客（1963年、原作・脚本）
- 男の嵐（1963年、原作・脚本）
- 銀座の次郎長　天下の一大事（1963年、原作）
- ギャング忠臣蔵（1963年、原作・脚本）
- 暗黒街NO.1（1963年）
- 地獄命令（1964年、原作・脚本）
- 黒の挑戦者（1964年）
- 若い港（1964年、原作）
- 間諜中野学校 国籍のない男たち（1964年、構成）
- 俺たちの血が許さない（1964年、原作）
- 拳銃無頼帖 流れ者の群れ（1965年、原作・脚本）
- 我が青春（1965年、原作・脚本）
- 悪魔のようなすてきな奴（1965年、原作・脚本）
- 雲を呼ぶ講道館（1965年）
- 星と俺とできめたんだ（1965年、原作・脚本）
- 任侠男一匹（1965年）
- 赤い鷹（1965年）
- 復讐の切り札（1966年、原作・脚本）
- 日本仁侠伝 血祭り喧嘩状（1966年、原作・脚本）
- 残侠あばれ肌（1967年、原作）
- 佐々木小次郎（1967年）
- 女賭博師（1967年、原作・脚本）
- 新選組（1969年）
- 若き日の講道館（1971年、原作・脚本）
- 鏡の中の野心（1972年）
- 着流し百人（1972年）
- 毘沙門天慕情（1973年）

## 著書
- 『地獄の底までつき合うぜ』小説刊行社 1959
- 『無法街の野郎ども』小説刊行社 1959
- 『悪魔のようなすてきな奴』恒文社 1966
- 『嵐の中でさようなら』恒文社 1966
- 『銀座女景 紋蝶四郎欲望帖』恒文社 1967
- 『殺すより手はない』桃源社 ポピュラー・ブックス 1967
- 『おんな95・63・97』双葉新書 1968
- 『銀座ドまんなか』双葉新書 1968
- 『紋蝶四郎欲望帖 六本木ろまん』桃源社 ポピュラー・ブックス 1968
- 『男よどこへゆく 英雄編』恒文社 1970
- 『幕末機動隊=新選組』恒文社 1970
- 『連日連夜祭 紋蝶四郎さすらい帖』恒文社 1974
- 『悪役専科』桃源社 1979
- 『熱い風のなかの女』桃源社 1980
- 『美女図鑑』桃源社 1980